# Alfonso Soriano
Alfonso Guilleard Soriano (nascido em 7 de janeiro de 1976) é um ex-jogador dominicano de beisebol profissional da Major League Baseball (MLB) como campista esquerdo e segunda base. Jogou pelo New York Yankees, Chicago Cubs, Texas Rangers e Washington Nationals. Na liga japonesa, a Nippon Professional Baseball, jogou pelo Hiroshima Toyo Carp.
Soriano começou sua carreira profissional com a equipe do Hiroshima em 1996, mas assinou com o Yankees como free agent em 1998 atuando nas ligas menores de beisebol. No ano seguinte, foi escolhido como Most Valuable Player (MVP) do All-Star Futures Game, e fez sua estreia na MLB pelo  Yankees, time no qual ganharia dois campeonatos da Liga Americana. O Yankees negociou Soriano com o Rangers após a temporada de 2003 e o Rangers o negociou para o Nationals depois da temporada de 2005. Soriano assinou contrato como free agent com o Cubs antes da temporada de 2007. Então foi negociado com o Yankees em 2013, o Yankees o liberou em 2014.
Soriano foi selecionado sete vezes para o MLB All-Star e venceu o prêmio de MVP em 2004. Venceu também o prêmio Silver Slugger Award quatro vezes. Jogava principalmente como segunda base pelo Yankees e pelo Rangers antes de ser transferido para a posição de outfielder no Nationals.
Soriano é um dos 54 jogadores das grandes ligas a rebater 400 ou home runs na carreira e era o sétima entre os jogadores ativos na época de sua aposentadoria.

## Aposentadoria
Soriano anunciou sua aposentadoria em 4 de novembro de 2014. Ele afirmou: 
"Eu perdi o amor e a paixão pelo jogo. Agora, minha família é a coisa mais importante. Embora eu me considere em boa forma, minha mente não está focada no beisebol."
 Os 412 home runs de Soriano na carreira o colocavam em 50º lugar na lista de todos os tempos na época de sua aposentadoria.